# Deileptenia ichinosawana
Deileptenia ichinosawana là một loài bướm đêm trong họ Geometridae.